# بيدرو باثكيث دي أكونيا
بيدرو باثكيث دي أكونيا إيه ألبورنوث هو الكونت الأول لبوينديا، وأحد النبلاء الإسبان من أصول برتغالية، والذي كان له تأثيرًا واضحًا في قصر خوان الثاني ملك قشتالة والملكة إيزابيلا الأولى وإنريكي الرابع ملك قشتالة. وتُوفي في 25 أكتوبر 1482.